# 无肛目
无肛目（学名：Apygophora）为六幼生纲的一个目。过去，无肛目被认为是藤壶的一目。Chan等人在2021年发表的研究，将有肛目（Apygophora）和无肛目归类为里氏尖胸藤壶目（Lithoglyptida）下的科。

## 下级分类
本目包括以下科：
- 小尖胸藤壶科 Trypetesidae